# Henk van den Born
Hendrik Johannes (Henk) van den Born (Utrecht, 10 maart 1889 - Amsterdam, 6 september 1984) was een Nederlands politicus. Tussen 1945 en 1959 was hij Tweede Kamerlid, eerst een korte periode namens de SDAP, daarna, met een korte onderbreking in 1956, namens de PvdA. Ook was hij lid van de Provinciale Staten van Noord-Holland van 1950 tot 1954.

## Loopbaan
Van den Born was een Utrechts vakbondsbestuurder en sociaaldemocratisch politicus. Hij was daarnaast penningmeester en daarna jarenlang voorzitter van de Algemene Nederlandse Metaalbewerkersbond. Tevens was Van den Born lange tijd gemeenteraadslid in Utrecht. Hij kwam in 1945 voor de SDAP in de Tweede Kamer en was nadien woordvoerder industriebeleid van de PvdA-fractie.
- Biografisch Portaal: 67046801
- Parlement.com: vg09lkyhygzr